# Hrabstwo Stone (Missisipi)
Hrabstwo Stone (ang. Stone County) – hrabstwo w stanie Missisipi w Stanach Zjednoczonych. Obszar całkowity hrabstwa obejmuje powierzchnię 448,07 mil² (1160,5 km²). Według szacunków United States Census Bureau w roku 2009 miało 16 619 mieszkańców.
Hrabstwo powstało w 1916 roku.

## Miejscowości

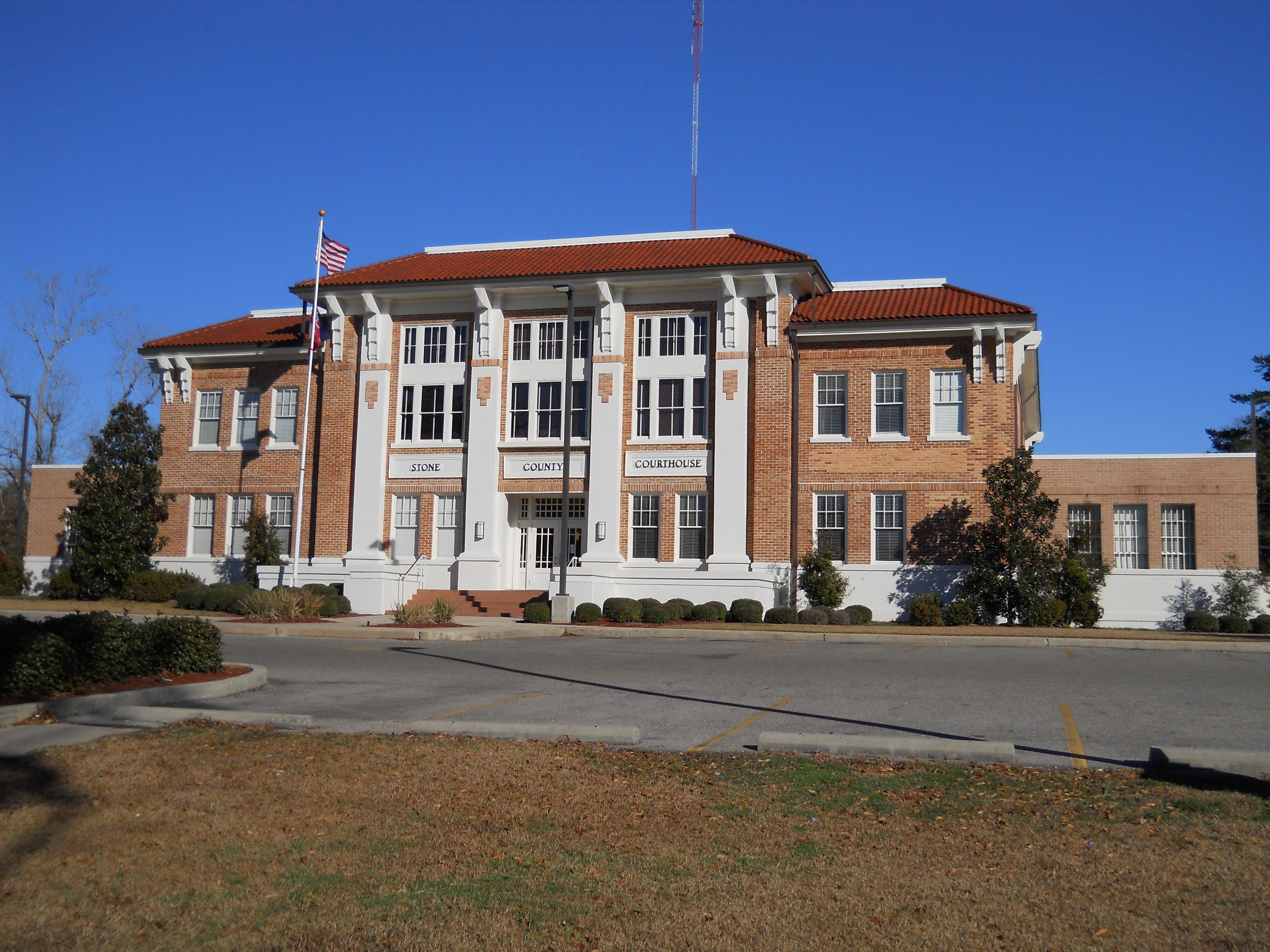
Budynek administracji hrabstwa (courthouse) w Wiggins

- Wiggins[4]

| Populacja hrabstwa w poprzednich latach | Populacja hrabstwa w poprzednich latach |
| Rok                                     | Liczba ludności                         |
| --------------------------------------- | --------------------------------------- |
| 1980                                    | 9747                                    |
| 1990                                    | 10750                                   |
| 2000                                    | 13 622                                  |
| 2005                                    | 14 862                                  |